# 国际宇航联合会

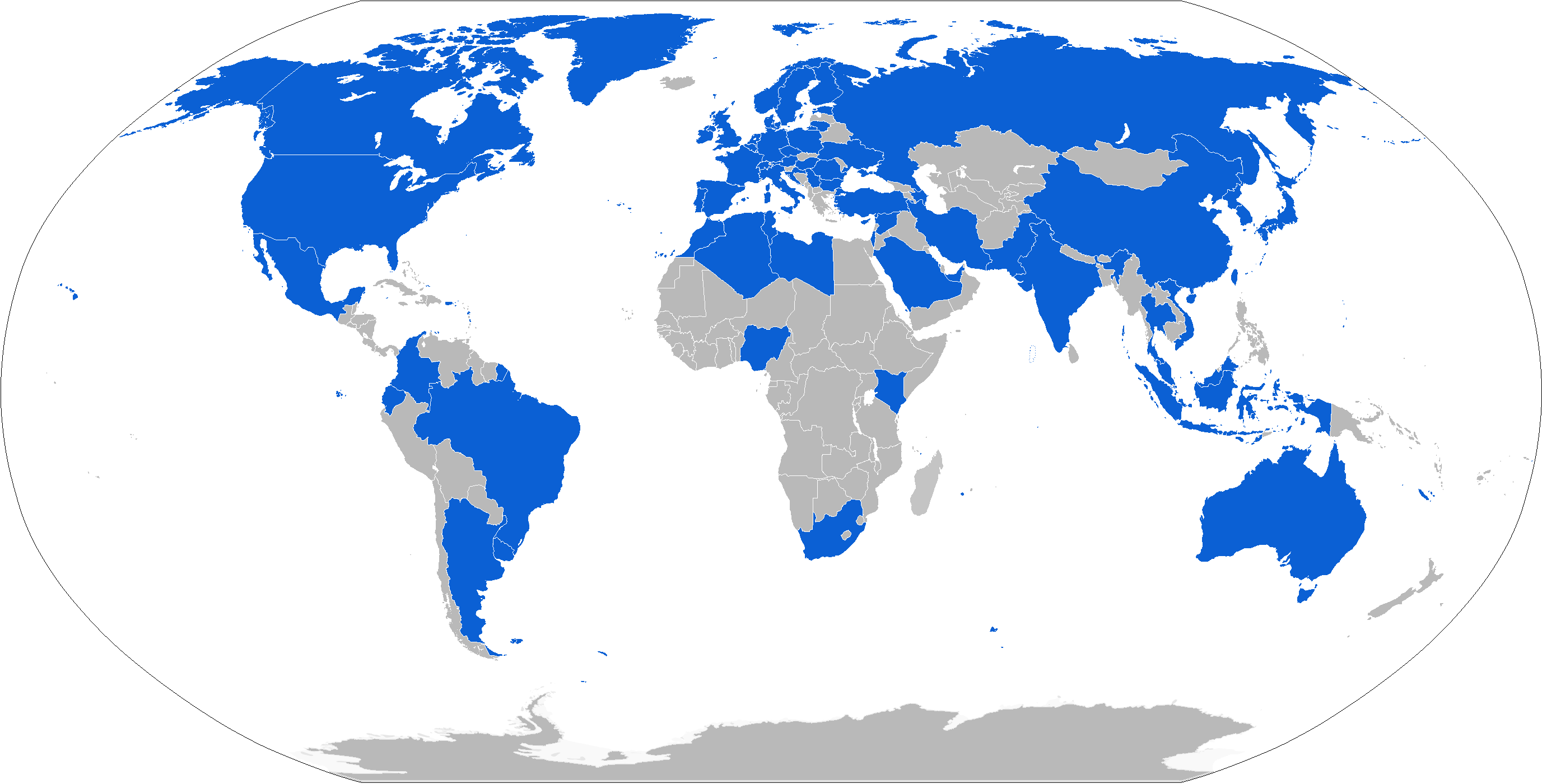
地图中蓝色部分为IAF成员国所在国家

，係总部设在法国巴黎的一家国际非政府太空倡議组织。成立于1951年。联合会的宗旨是通过科学技术的交流，推动空间技术和外层空间的研究与合作，促进宇航事业及和平利用外层空间活动的发展，促进先进知识传播，分享学术成果，奖励有突出贡献的太空工作者，开展工作者培训等。国际宇航联合会是联合国和平利用外层空间委员会技术咨询机构之一，每年在有关成员国举办一次国际宇航大会（IAC）。

## 国际太空大会
国际太空大会是一項太空活動，也是該組織舉辦的規模最大的活動，每年約有6,000名參與者。 国际宇航联合会(IAF)每年都會選擇一名不同的IAF成員來主持国际太空大会。大會每年9月或10月舉行，包括“網絡活動、會談和關於科學與探索、應用與運營、技術、基礎設施以及空間與社會進步的技術計劃。” 有會外活動 包括在聯合國支持下的年度IAF講習班，該講習班在国际宇航大会前兩天舉行。

## 外部鏈接
- 官方网站
- （英文）International Astronautical Congress 2013
- （英文）國際空間法研究所 （页面存档备份，存于）